# Егорова, Ирина Станиславовна
Ирина Станиславовна Егорова (до замужества Жукова; род. 9 июня 1967, Электросталь) — советская синхронистка, трёхкратная чемпионка СССР (1985—1987), двукратный призёр чемпионата Европы (1987). Мастер спорта СССР международного класса (1985).

## Биография
Родилась 9 июня 1967 года в городе Электросталь (Московская область). Начала заниматься синхронным плаванием в возрасте 12 лет в спортивном клубе «Кристалл» у Ларисы Аркадьевой. В 1981 году продолжила тренироваться под руководством Татьяны Покровской. В 1984 году стала бронзовым призёром чемпионата Европы среди юниоров в групповых упражнениях.
В середине 1980-х годов была одной из ведущих советских синхронисток, многократно становилась победительницей и призёром чемпионатов СССР в разных видах программы. В тот же период времени входила в сборную страны, участвовала в чемпионате Европы в Софии (1985) и чемпионате мира в Мадриде (1986). В 1987 году на чемпионате Европы в Страсбурге завоевала бронзовую медаль в дуэте с Татьяной Титовой и серебряную награду в групповых упражнениях.
В 1987 году завершила свою спортивную карьеру. В 1990 году окончила Московский областной государственный институт физической культуры. С 1990 по 1993 год выступала в театре на воде «Русский жемчуг». В 1993—2015 годах занималась организацией чартерных рейсов в авиаброкерских компаниях «Al Air», «Jetalliance East» и «Sky Sport». С 2018 года работает администратором в спортивно-оздоровительном комплексе «Звезда», входящем в структуру госкорпорации «Роскосмос».